# Miho Hazama
Miho Hazama (挾間 美帆 Hazama Miho) er komponist og jazzmusiker. Hun er født i Tokyo og bor i New York.

## Tidligt liv og karriere
Miho Hazama begyndte at spille keyboard i en alder af tre på Yamaha Music Foundations skole, og fik opmærksomhed, da hun gik videre til finalen i Junior Electone Concours '96 da hun var ti.
Hazama gik på Kunitachi College of Music, hvor hun studerede klassisk komposition hos Masakazu Natsuda og Kazunori Maruyama (ja) . Mens hun var på konservatoriet skrev og arrangerede værker til Yōsuke Yamashita, Tokyo Philharmonic Orchestra, Hyogo Performing Arts Center Orchestra, Tokyo Kosei Wind Orchestra, Siena Wind Orchestra (ja) og Yamaha Symphonic Band (ja).
I 2010 flyttede Hazama til New York City for at studere jazzkomposition på masteruddannelsen ved Manhattan School of Music (MSM).
Her studerede hun hos Jim McNeely og modtog 2011 ASCAP Foundation Young Jazz Composer Awards.  Hazama opnåede sin mastergrad i maj 2012 og indspillede sit første album Journey to Journey i juli 2012.  Yōsuke Yamashita producerede Hazamas professionelle debut i januar 2013, afholdt i Tokyo Opera City Tower . 
I maj 2017 blev Hazama Huskomponist for Siena Wind Orchestra.
Hun var 2018-2019 årets komponist for Orkesterensemblet Kanazawa.
I juni 2019 blev Hazama udnævnt til chefdirigent for Danmarks Radios Big Band.
Hun er også associeret kunstnerisk leder af New York Jazzharmonic.
I august 2020 blev Hazama fast gæstedirigent for The Metropole Orkest.

## Priser og hædersbevisninger
- 2011 : Foundation Young Jazz Composer Awards [5]"ASCAP Announces 31 Recipients of the 2011 Young Jazz Composer Awards". New Music USA. Retrieved 2020-03-03.</ref>
- 2013 : Jazz Japan Award 2012: "Jazz Japan Album of the year / Rising star category" for Journey to Journey [13]
- 2014 : 24. (FY 2013) Idemitsu Music Award (ja) [14]
- 2015 : BMI 16. årlige Charlie Parker Jazz Composition Prize for "Somnambulant" [15]
- 2016 : DownBeat- magasinet: "25 for the Future"

## Diskografi

### Som orkesterleder
- Journey to Journey with m_unit (Universal Music/ Verve, 2012; Sunnyside, 2013) [16]
- Time River med m_unit (Verve & Sunnyside, 2015) [17]
- The Monk: Live at Bimhuis med Metropole Orkest Big Band (Verve & Sunnyside, 2018) [18]
- Dancer in Nowhere med m_unit (Verve, 2018; Sunnyside, 2019) [19]
- Marius Neset, Hyldest med Danmarks Radios Big Band ( ACT Music, 2020) [20]
- Imaginary Visions med Danmarks Radios Big Band ( Edition, 2021) [21]

### Udvalgte kompositioner og arrangementer
- Yōsuke Yamashita, Yutaka Sado "Yōsuke Yamashita: Piano Concerto No.3 EXPLORER" orkestrering i Explorer×Sudden Fiction ( Avex Classics, 2008) - med Tokyo Philharmonic Orchestra
- Shirō Sagisu, Shiro SAGISU Music from "EVANGELION:3.0" YOU CAN (NOT) REDO. (ja) ( Starchild, 2012) – soundtrack orkestrering af Evangelion: 3.0 You Can (Not) Redo
- Ryuichi Sakamoto, "0322 C# Minor", "Trace", "After All" arrangementer i Playing The Orchestra 2013, (commmons, 2013)
- Yōsuke Yamashita, Yutaka Sado og Siena Wind Orchestra (ja), "Mr.O"-komposition, "Yōsuke Yamashita: Piano Concerto No.1 ENCOUNTER for Improviser, 4th movement" arrangement i Rhapsody in Blue (Avex Classics, 2014)
- Junko Onishi, "The Intersection"-komposition i Tea Times ( Sony /Taboo, 2016)
- Junko Onishi, "Willow Song (from Otello)"-arrangement i Very Special (Sony/Taboo, 2017)
- Raul Midón, "Everyone Deserves A Second Chance"-arrangement i If You Really Want ( Artistry Music, 2018)
- Miki Imai, " Shiawase-ni-naritai (幸せになりたい) " arrangement i Classic Ivory 35th Anniversary Orchestral Best (Universal Music Japan, 2020)
- Christian Sands, "Be Water II" arrangement i Be Water ( Mack Avenue, 2020)

## eksterne links
- Officiel hjemmeside
- Miho Hazama Arkiveret 9. august 2020 hos  Wayback Machine hos Sunnyside Records